# Омур бей
Омур бей (на гръцки: Καστανοχώρι, Кастанохори, катаревуса Καστανοχώριον, Кастанохорион, до 1922 година Ομούρ Βέη, Омур Веи) е село в Република Гърция, в дем Висалтия, област Централна Македония със 153 жители (2001).

## География
Селото е разположено в северните склонове на Орсовата планина (Кердилио).

## История

### В Османската империя
Селото първоначално е на няколко километра на юг, високо в Богданската планина, днес наричано Старо Омур бей (Παλαιό Καστανοχώρι) или Горно Омур бей (Άνω Καστανοχώρι). Там са запазени църквите „Рождество Богородично“ от XVIII век и „Свети Атанасий“, както и развалините на селската чешма от XVIII век.
През XIX век и началото на XX век Омур бей е село, числящо се към Нигритска нахия на Сярската каза на Османската империя. Александър Синве ("Les Grecs de l’Empire Ottoman. Etude Statistique et Ethnographique"), който се основава на гръцки данни, в 1878 година пише, че в Умур бей (Oumour-Bey) живеят 488 гърци. В „Етнография на вилаетите Адрианопол, Монастир и Салоника“, издадена в Константинопол в 1878 година и отразяваща статистиката на населението от 1873, Умур бей (Oumour bey) е посочено като село с 54 домакинства и 170 жители гърци. В 1889 година Стефан Веркович („Топографическо-этнографическій очеркъ Македоніи“) пише за Омур бей:
| „ | Омур бей: християнско село; 1 църква, на 7 часа от града, жителите са гърци. | “ |

В 1891 година Георги Стрезов пише за селото:
| „ | Амур бег, село току речи на връх Бешишката планина с хладна вода и гъста гора. Намира се на ЮИ от Ежово 3/4 часа; от Сяр 8 часа. Пътят щом доближиш до селото става труден и стръмен. Нямайки земя за работа, селянете се пръскат по околните села. 30 къщи гърци. | “ |

Според Васил Кънчов („Македония. Етнография и статистика“) в началото на XX век Омир бей има 600 жители гърци.
По данни на секретаря на Българската екзархия Димитър Мишев („La Macédoine et sa Population Chrétienne“) в 1905 година в Умурбег (Oumourbeg) живеят 685 гърци и в селото работи гръцко училище с 1 учител и 32 ученици.

### В Гърция
Името на селото е сменено в 1922 година на Кастанохори.
В 1947 – 1949 година по време на Гражданската война селото е напълно разрушено и се мести на север в равното на сегашното си място. В 1955 година е изградена църквата „Свети Атанасий“. В 1987 – 1989 година двете църкви в Старо Омур бей са възстановени от заселили се в селото понтийски гърци, върнали се от Германия.
| Име                       | Име            | Ново име         | Ново име          | Описание                                            |
| ------------------------- | -------------- | ---------------- | ----------------- | --------------------------------------------------- |
| Дзамурдзис или Дзамурдзас | Τζαρμουτζάς    | Ласпорема        | Λασπόρεμα         | река в Орсовата планина на ЮЗ от Омур бей           |
| Тап Каин                  | Ταπ Καΐν       | Дасотон          | Δασωτόν           | връх в Орсовата планина на ЮЮЗ от Омур бей          |
| Вайния                    | Βαϊνιά         | Стратоникон Рема | Στρατιωτικόν Ρέμα |                                                     |
| Кьоролук                  | Κιορολούκια    | Тифло Рема       | Τυφλό Ρέμα        | река в Орсовата планина на ЮЗ от Омур бей           |
| Кака Пърнар               | Κακά Πουρνάρ   | Миродата         | Μυρωδάτα          |                                                     |
| Инели                     | Ίνελή          | Велония          | Βελόνια           | бивше село на Ю от Айдонохори                       |
| Гьол Бурун                | Γκιόλ Μπουρούν | Гимнон           | Γυμνόν            | връх в Орсовата планина на ЮЗ от Омур бей (689,2 m) |